# Alexandra Adi
Alexandra Adi (* 13. April 1971 in New York City) ist eine US-amerikanische Schauspielerin.
Bekannt ist sie durch ihre Auftritte als Samantha Milano in der Serie Eine starke Familie. Sie spielte Nebenrollen in Filmen wie American Pie – Wie ein heißer Apfelkuchen oder Der zuckersüße Tod und hatte eine Hauptrolle im Film Mortuary von Regisseur Tobe Hooper.

## Filmografie (Auswahl)
- 1997: Cop Land
- 1998: Das Leben und Ich (1 Folge)
- 1999: Der zuckersüße Tod (Jawbreaker)
- 1999: Tequila Body Shots
- 1999: American Pie – Wie ein heißer Apfelkuchen
- 1999: Starship Troopers (2 Folgen)
- 2002: Freche Biester! (Slap Her... She's French)
- 2002: Ausziehen, einziehen, umziehen! (Moving August)
- 2005: Mortuary
- 2010–2011: CSI: Miami (2 Folgen)
- 2012: Dealing